# هيرنان سانتا كروز
هيرنان سانتا كروز (بالإسبانية: Hernán Santa Cruz)‏ هو دبلوماسي ومحامي وقاضي تشيلي وموفد إلى الأمم المتحدة، وكان من الواضعين الأوائل لـ ـلإعلان العالمي لحقوق الإنسان. ولد في 1906 في  في إسبانيا، وتوفي في 1999 في سانتياغو في تشيلي.

## حياته وسيرته
ولد سانتا كروز لعائلة من الطبقة الوسطى، وكان والده محامياً وصحفياً وعمدةً لمدينة سانتياغو. بدأ سانتا كروز عمله في القطاع العام كمحامٍ في عام 1922. وكان في بداياته محاضراً في الجنايات والمحاكمات العسكرية، ثم سرعان ما عين كقاضٍ في المحكمة العسكرية التشيلية العليا. ثم عين بصفته الممثل الدائم لتشيلي في الأمم المتحدة في عام 1946 من قبل الرئيس غابريل غوزاليس فيديلا. ورغم أنه لم يعتقد حينها أنه يملك الخبرة للخدمة بكفاءة، إلا أنه عدها فرصة "لوجود آخر".
وكان لدور سانتا كروز في الأمم المتحدة، كممثل عن اللجنة الثالثة ولجنة حقوق الإنسان، كان له أثر بالغ على سيرته وسمعته. وقد ذكرت وزارة الخارجية الأمريكية أنه أثناء خدمته في الأمم المتحدة، "في إحدى المناسبات، حين كانت عائلته خارج البلاد، أقدم على بيع كامل متاع بيته بما في ذلك متاع زوجته ووهب العوائد المالية لعشيقته."
في عام 1953، ترك سانتا كروز الخدمة الدبلوماسية وتفرغ للعمل المباشر للأمم المتحدة. وقد شهد عام 1958 انضمامه إلى منظمة الأغذية والزراعة التابعة للأمم المتحدة ، حيث خدم بصفته الموجه الإقليمي لأمريكا اللاتينية، ثم نائباً توجيهياً للمنظمة. وكانت من ضمن الهيئات التي خدم فيها هي مؤتمر الأمم المتحدة للتجارة والتنمية ومنظمة العمل الدولية وبرنامج الأمم المتحدة الإنمائي ومجموعة ال77 وحركة عدم الانحياز. وقد تقاعد سانتا كروز في عام 1984.
توفي سانتا كروز في عام 1999 في سانتياغو في تشيلي، وكان له ولد واحد على الأقل.

## أفكاره وميراثه
حسب رواية سوزان والتز أستاذة العلوم السياسية في جامعة ميشيغان، فإن سانتا كروز وبالرغم من أنه: "لم يتقلد أية مناصب رسمية، فإن إسهاماته السياسية والواقعية كان لها من الأثر الذي" قرر فيه زميله في لجنة حقوق الإنسان جون بيتز همفري، والكاتب اللاحق يوهانس مورسن، بأنه تفرد بدور محوري في تحويل الإعلان العالمي لحقوق الإنسان من وثيقة مبنية على فلسفة تنوير القرن الثامن عشر إلى وثيقة حديثة "للحقوق الاجتماعية والاقتصادية".
وبالإضافة إلى عمله على الإعلان العالمي لحقوق الإنسان، فقد كان له دور فاعل في تأسيس مفوضية الأمم المتحدة الاقتصادية لأمريكا اللاتينية وجزر الكاريبي في عام 1947.
وقد سميت المكتبة التابعة للمفوضية المذكورة باسمه في مدينة سانتياغو.

## روابط خارجية
- خطاب سانتا كروز في منظمة الأغذية والزراعة في عام 1970
- هرنان سانتا كروز في المكتبة السمعبصرية في الأمم المتحدة